# Кларендон (Техас)
Кларендон (англ. Clarendon) — місто (англ. city) в США, в окрузі Донлі штату Техас. Населення — 1877 осіб (2020).

## Географія
Кларендон розташований за координатами 34°56′13″ пн. ш. 100°53′32″ зх. д. / 34.93694° пн. ш. 100.89222° зх. д. (34.936913, -100.892111).  За даними Бюро перепису населення США в 2010 році місто мало площу 7,79 км², з яких 7,52 км² — суходіл та 0,27 км² — водойми.

### Клімат
| Клімат : Кларендон    | Клімат : Кларендон | Клімат : Кларендон | Клімат : Кларендон | Клімат : Кларендон | Клімат : Кларендон | Клімат : Кларендон | Клімат : Кларендон | Клімат : Кларендон | Клімат : Кларендон | Клімат : Кларендон | Клімат : Кларендон | Клімат : Кларендон | Клімат : Кларендон |
| Показник              | Січ.               | Лют.               | Бер.               | Квіт.              | Трав.              | Черв.              | Лип.               | Серп.              | Вер.               | Жовт.              | Лист.              | Груд.              | Рік                |
| Середній максимум, °C | 11,6               | 13,5               | 18,1               | 22,9               | 27,4               | 31,7               | 34,6               | 33,9               | 29,6               | 23,7               | 17,2               | 11,4               | 22,9               |
| Середній мінімум, °C  | −4,6               | −2,7               | 1,3                | 6,1                | 11,8               | 16,8               | 19,0               | 18,3               | 13,8               | 7,2                | 0,8                | −4,1               | 7,0                |
| Норма опадів, мм      | 18                 | 20                 | 38                 | 57                 | 82                 | 90                 | 54                 | 77                 | 65                 | 56                 | 26                 | 24                 | 609                |
| --------------------- | ------------------ | ------------------ | ------------------ | ------------------ | ------------------ | ------------------ | ------------------ | ------------------ | ------------------ | ------------------ | ------------------ | ------------------ | ------------------ |
| Джерело: NOAA         |                    |                    |                    |                    |                    |                    |                    |                    |                    |                    |                    |                    |                    |

## Демографія
Згідно з переписом 2010 року, у місті мешкало 2026 осіб у 786 домогосподарствах у складі 490 родин. Густота населення становила 260 осіб/км².  Було 934 помешкання (120/км²).
Расовий склад населення:
| - 86,7 % — білих - 7,9 % — чорних або афроамериканців - 0,4 % — корінних американців - 0,4 % — азіатів - 0,1 % — вихідців з тихоокеанських островів - 2,4 % — осіб інших рас |

До двох чи більше рас належало 2,0 %. Частка іспаномовних становила 9,2 % від усіх жителів.
За віковим діапазоном населення розподілялося таким чином: 21,4 % — особи молодші 18 років, 60,9 % — особи у віці 18—64 років, 17,7 % — особи у віці 65 років та старші. Медіана віку мешканця становила 35,2 року. На 100 осіб жіночої статі у місті припадало 94,2 чоловіків;  на 100 жінок у віці від 18 років та старших — 92,9 чоловіків також старших 18 років.
Середній дохід на одне домашнє господарство  становив 46 350 доларів США (медіана — 34 063), а середній дохід на одну сім'ю — 58 081 долар (медіана — 46 900). Медіана доходів становила 36 016 доларів для чоловіків та 28 512 долари для жінок. За межею бідності перебувало 20,5 % осіб, у тому числі 35,2 % дітей у віці до 18 років та 16,7 % осіб у віці 65 років та старших.
Цивільне працевлаштоване населення становило 832 особи. Основні галузі зайнятості: освіта, охорона здоров'я та соціальна допомога — 29,3 %, публічна адміністрація — 12,7 %, мистецтво, розваги та відпочинок — 10,0 %, сільське господарство, лісництво, риболовля — 8,3 %.